# Oroscopa cordobensis
Oroscopa cordobensis är en fjärilsart som beskrevs av William Schaus 1916. Oroscopa cordobensis ingår i släktet Oroscopa och familjen nattflyn. Inga underarter finns listade i Catalogue of Life.